# Тарама
Тарама (яп. 多良間村 Тарама-сон) — село в Японии, находящееся в уезде Мияко округа Мияко префектуры Окинава. Площадь села составляет 21,91 км², население — 1111 человек (1 августа 2014), плотность населения — 50,71 чел./км².

## Географическое положение
Село расположено на острове Миннадзима в префектуре Окинава региона Кюсю.

## Население
Население села составляет 1111 человек (1 августа 2014), а плотность — 50,71 чел./км². Изменение численности населения с 1980 по 2005 годы:
| 1980 | 1667 чел. |  |
| 1985 | 1632 чел. |  |
| 1990 | 1463 чел. |  |
| 1995 | 1409 чел. |  |
| 2000 | 1338 чел. |  |
| 2005 | 1370 чел. |  |